# Earl H. Pritchard
Earl H. Pritchard (* 5. Juni 1907 in Pullman (Washington); † 9. Mai 1995 in Tucson) war während des Zweiten Weltkriegs ein amerikanischer Kryptoanalytiker. Als promovierter Historiker lehrte er an verschiedenen Universitäten und war einer der Gründer und Präsident der Association for Asian Studies („Gesellschaft für Asienwissenschaften“).

## Leben
Earl Pritchard wuchs im Bundesstaat Washington auf der Farm seines Vaters Thomas Pritchard auf. Er besuchte das Washington State College (WSC) und erwarb dort im Jahr 1928 den Bachelor of Arts (B. A.). Danach ging er zur University of Illinois mit Sitz in Urbana-Champaign und er erhielt dort 1929 seinen Master of Arts (M. A.). Im folgenden Jahr kehrte er in seine Geburtsstadt Pullman zurück. Er bewarb sich um ein Rhodes-Stipendium und erhielt es als der erst zweite Student der WSC. Die folgenden drei Jahre verbrachte er im Vereinigten Königreich an der  Universität Oxford, studierte Geschichte und schloss das Studium im Jahr 1933 mit der Promotion zum Doktor der Philosophie (D.Phil) ab.
Danach kehrte er in die USA zurück und lehrte bis 1935 am Reed College in Portland (Oregon) und anschließend an der WSC bis 1937. Darüber hinaus studierte er zwischen 1937 und 1939 Chinesische Sprachen an der Columbia University in New York und der University of Michigan. In den Jahren 1939 bis 1942 lehrte er an der Wayne State University in Detroit, an die er nach dem Zweiten Weltkrieg in den Jahren 1945 bis 1947 zurückkehrte.
Während des Zweiten Weltkriegs, der für die USA mit dem japanischen Überfall auf Pearl Harbor am 7. Dezember 1941 begann, arbeitete er als ziviler Angestellter beim militärischen Geheimdienst. Dort war er für eine knapp zwanzigköpfige Abteilung verantwortlich, die japanische Verschlüsselungen analysierte und nach Möglichkeit brach. Für seine herausragende nachrichtendienstliche Arbeit dort, wurde ihm – als ersten Menschen überhaupt – der Distinguished Civilian Service Award („Auszeichnung für herausragende zivile Dienste“) verliehen. Diese besondere Auszeichnung war vom Kriegsministerium der Vereinigten Staaten gegen Ende des Zweiten Weltkriegs geschaffenen worden. Bis heute ist sie die höchste zivile Auszeichnung, die das inzwischen Verteidigungsministerium der Vereinigten Staaten (DoD) genannte Ministerium zu vergeben hat.
Im Jahr 1947 wurde er Associate Professor für Geschichte an der University of Chicago und blieb es bis 1962. Danach zog er nach Tucson an die University of Arizona und leitete dort das Institut für Orientalistik. Im Jahr 1972 wurde er von der Universität Arizona emeritiert, forschte und lehrte danach aber auch als Emeritus noch viele weitere Jahre lang.
Zu seinen wichtigsten Lebensleistungen zählte er selbst die Gründung des Journal of Asian Studies und der Far Eastern Association, aus denen später die Association for Asian Studies entstand, deren Präsident er in der Zeit von 1962 bis 1963 war.
Earl H. Pritchard wurde 87 Jahre alt. Er starb in seiner Wahlheimat Arizona.

## Schriften (Auswahl)
- The Crucial Years of Early Anglo-Chinese Relations – 1750–1800. In: Research Studies of the State College of Washington, Volume IV, Nos. 3–4. Pullman (Washington) 1936.
- Political Ferment in China – 1911–1951. In: The Annals of the American Academy of Political and Social Science, 1951, doi:10.1177/000271625127700102.
- The Foundations of the Association for Asian Studies – 1928–48. In: The Journal of Asian Studies, Volume 22, Issue 4, August 1963, S. 513–523, doi:10.1017/S0021911800108447.